# Primera División 1947-1948 (Spagna)
La Primera División 1947-1948 è stata la 17ª edizione della massima serie del campionato spagnolo di calcio, disputata tra il 21 settembre 1947 e il 11 aprile 1948 e concluso con la vittoria del Barcellona, al suo terzo titolo.
Capocannoniere del torneo è stato Pahiño (Celta Vigo) con 23 reti.

## Classifica finale
|  | Pos. | Squadra         | Pt | G  | V  | N | P  | GF | GS | DR  |
|  | ---- | --------------- | -- | -- | -- | - | -- | -- | -- | --- |
|  | 1.   | Barcellona      | 37 | 26 | 15 | 7 | 4  | 65 | 31 | +34 |
|  | 2.   | Valencia        | 34 | 26 | 15 | 4 | 7  | 59 | 34 | +25 |
|  | 3.   | Atlético Madrid | 33 | 26 | 13 | 7 | 6  | 73 | 45 | +28 |
|  | 4.   | Celta Vigo      | 31 | 26 | 14 | 3 | 9  | 59 | 48 | +11 |
|  | 5.   | Siviglia        | 29 | 26 | 12 | 5 | 9  | 50 | 40 | +10 |
|  | 6.   | Athletic Bilbao | 28 | 26 | 12 | 4 | 10 | 56 | 44 | +12 |
|  | 7.   | Gimnàstic       | 24 | 26 | 10 | 4 | 12 | 49 | 55 | -6  |
|  | 8.   | Español         | 24 | 26 | 9  | 6 | 11 | 39 | 47 | -8  |
|  | 9.   | Real Oviedo     | 23 | 26 | 9  | 5 | 12 | 49 | 57 | -8  |
|  | 10.  | Alcoyano        | 22 | 26 | 9  | 4 | 13 | 40 | 52 | -12 |
|  | 11.  | Real Madrid     | 21 | 26 | 7  | 7 | 12 | 41 | 56 | -15 |
|  | 12.  | Sabadell        | 21 | 26 | 9  | 3 | 14 | 41 | 62 | -21 |
|  | 13.  | Real Sociedad   | 19 | 26 | 8  | 3 | 15 | 38 | 56 | -18 |
|  | 14.  | Sporting Gijón  | 18 | 26 | 7  | 4 | 15 | 37 | 69 | -32 |

Legenda:
      Campione di Spagna.
      Retrocesse in Segunda División 1948-1949.
Regolamento:
Due punti a vittoria, uno a pareggio, zero a sconfitta.
In caso di arrivo di due o più squadre a pari punti, la graduatoria verrà stilata secondo la classifica avulsa tra le squadre interessate che prevede, in ordine, i seguenti criteri:
- Punti negli scontri diretti.
- Differenza reti negli scontri diretti.
- Differenza reti generale.
- Reti realizzate in generale.

## Statistiche

### Squadre

#### Capoliste solitarie
|    | —— | ——         | ——         | ——         | —— | ——  | —— | ——  | ——  | ——  | ——       | ——       | ——       | ——       | ——       | ——       | ——       | ——       | ——       | ——       | ——       | ——       | ——       | ——         | ——         | —— |  |
|    |    | Celta Vigo | Celta Vigo | Celta Vigo |    | Val |    | Val |     |     | Valencia | Valencia | Valencia | Valencia | Valencia | Valencia | Valencia | Valencia | Valencia | Valencia | Valencia | Valencia | Valencia | Barcellona | Barcellona |    |  |
|    |    |            |            |            |    |     |    |     |     |     |          |          |          |          |          |          |          |          |          |          |          |          |          |            |            |    |  |
|    |    |            |            |            |    |     |    |     |     |     |          |          |          |          |          |          |          |          |          |          |          |          |          |            |            |    |  |
| 1ª | 2ª | 3ª         | 4ª         | 5ª         | 6ª | 7ª  | 8ª | 9ª  | 10ª | 11ª | 12ª      | 13ª      | 14ª      | 15ª      | 16ª      | 17ª      | 18ª      | 19ª      | 20ª      | 21ª      | 22ª      | 23ª      | 24ª      | 25ª        | 26ª        |    |  |

#### Primati stagionali
- Maggior numero di vittorie: Barcellona, Valencia (15)
- Minor numero di sconfitte: Barcellona (4)
- Migliore attacco: Atletico Madrid (73 reti segnate)
- Miglior difesa: Barcellona (31 reti subite)
- Miglior differenza reti: Barcellona (+34)
- Maggior numero di pareggi: Barcellona, Atletico Madrid, Real Madrid (7)
- Minor numero di pareggi: Celta Vigo, Sabadell, Real Sociedad (3)
- Maggior numero di sconfitte: Real Sociedad, Sporting Gijon (15)
- Minor numero di vittorie: Real Madrid, Sporting Gijon (7)
- Peggior attacco: Sporting Gijon (37 reti segnate)
- Peggior difesa: Sporting Gijon (69 reti subite)
- Peggior differenza reti: Sporting Gijon (-32)